# Høvikbanen
De Høvikbanen is een kunstijsbaan in Høvik (gemeente Bærum) in de provincie Akershus in het zuiden van Noorwegen. De ijsbaan wordt gebruikt als bandybaan. De kunstijsbaan is geopend in 2011.
De Høvikbanen is de thuisbaan van Høvik IF Bandy, dat speelt in de hoogste Noorse bandy competitie. 